# Berlin (Phantasialand)

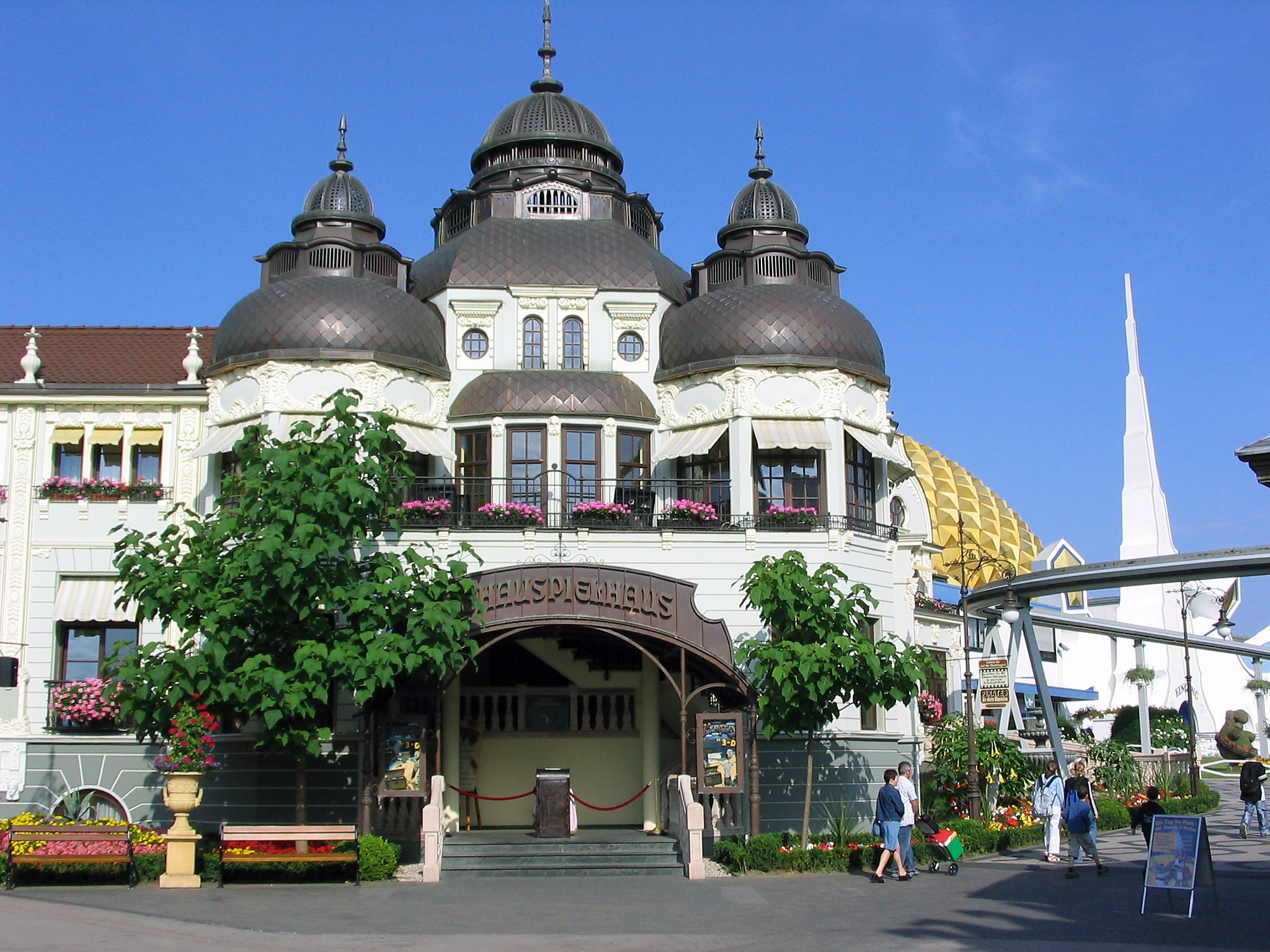
De 3D-bioscoop in Berlin.

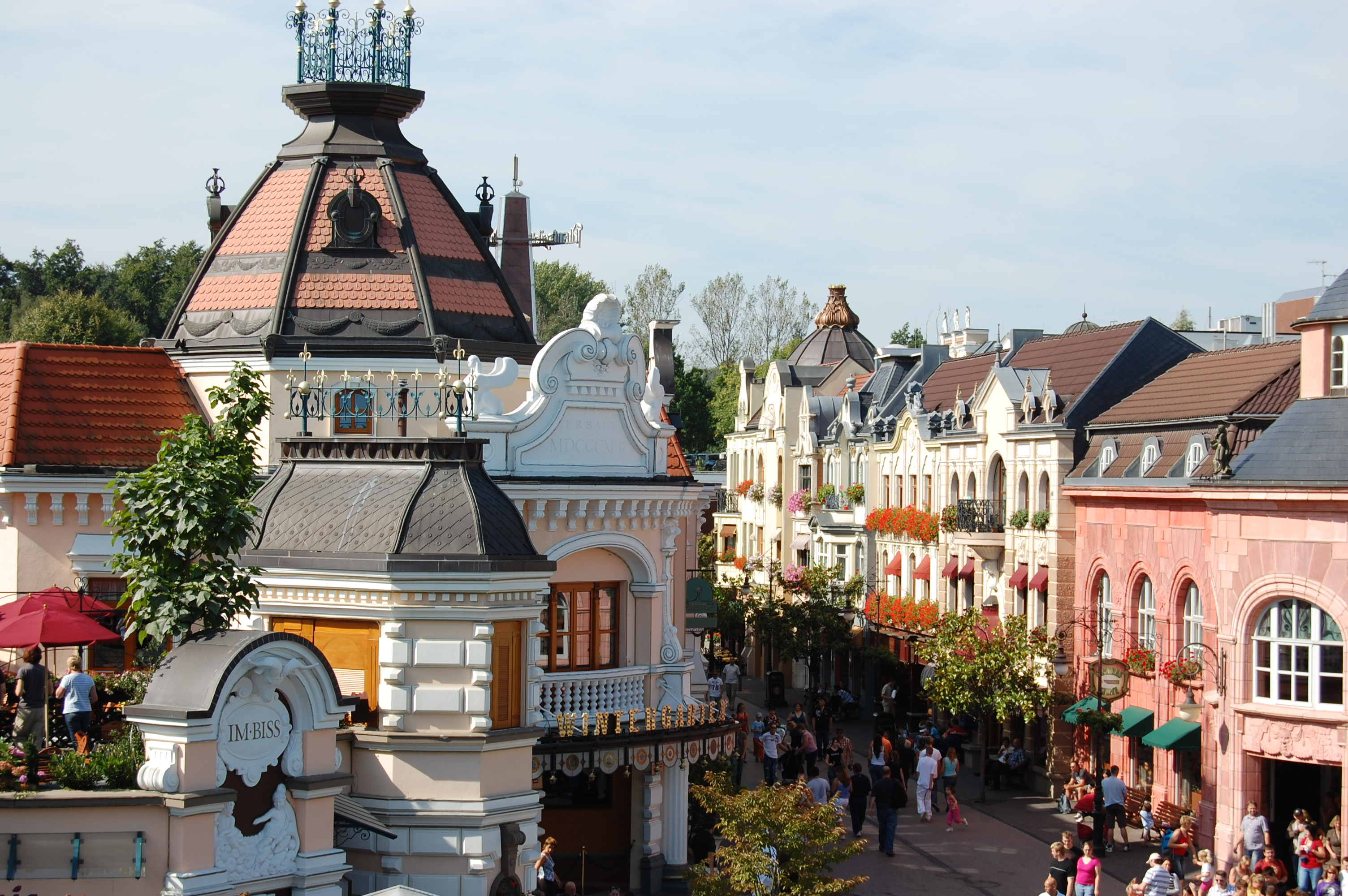
Overzichtsfoto van Berlin.

Berlin of Alt Berlin is een themagedeelte in het Duitse attractiepark Phantasialand.
Het themagebied is gebouwd in de stedenbouw van het 'oude' Berlijn, de hoofdstad van Duitsland. Hierin bevinden zich veel restaurants en winkels, maar ook het Wintergarten-theater waar regelmatig parkshows worden gegeven. In Berlin bevinden zich meerdere kinderattracties, waaronder een draaimolen en een kinderreuzenrad. Tevens bevindt zich er een 4D-bioscoop, de Schauspielhaus, waarin de film Pirates 4D wordt getoond.
In het themagebied Berlin bevindt zich de hoofdingang van Phantasialand. Tevens grenst hieraan een van de drie parkeerplaatsen. Deze parkeerplaats is alleen bestemd voor bussen.
Het themagebied heeft ook zijn eigen mascotte met de naam Drago, een gouden draak.

## Geschiedenis
In 2009 is de voormalige replica van de Brandenburger Tor afgebroken om plaats te maken voor de Kaiserplatz. Tevens zijn de attracties die op dit plein aanwezig waren verwijderd, of verplaatst naar het plein bij de entree. In 2011 werd aan de Kaiserplatz de interactieve 3D-darkride Maus au Chocolat geopend. Het jaar daarop in juni 2012 werd de walkthrough Das verrückte Hotel Tartüff geopend. 
Sinds 2020 kent het themagebied een sub-themagebied met de naam Rookburgh. Rookburg is volledig opgetrokken in steampunkstijl. Dwars door het themagebied loopt de achtbaan F.L.Y.. Verder zijn er diverse horeca en een hotel in Rookburgh te vinden.

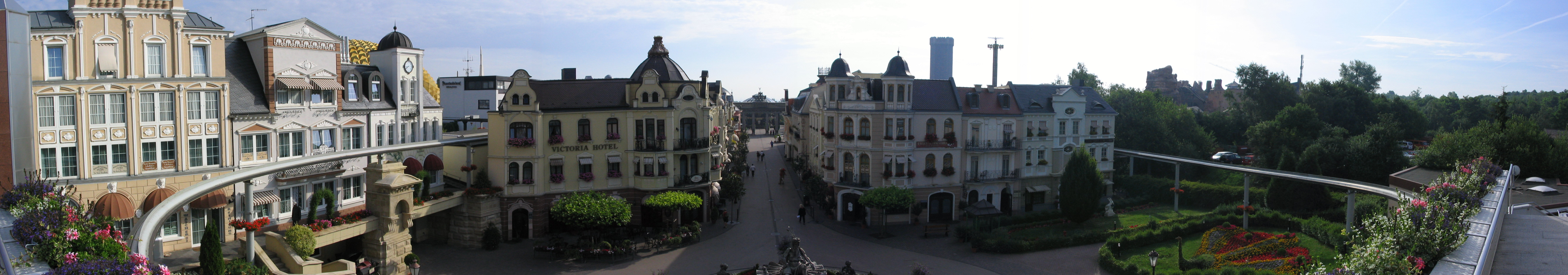
Panoramafoto van Berlin